# 景丹
景 丹（けい たん、? - 26年）は、後漢の武将。字は孫卿（そんきょう）。馮翊櫟陽県（陝西省西安市閻良区）の人(『後漢書』列伝12・本伝)。光武帝の功臣であり、「雲台二十八将」の第10位に序せられる。

## 略歴
| 姓名           | 景丹                                                                                       |
| 時代           | 新代 - 後漢時代                                                                            |
| 生没年         | 生年不詳 - 26年（建武2年）                                                                 |
| 字・別号       | 孫卿（字）                                                                                 |
| 本貫・出身地等 | 司隷馮翊櫟陽県                                                                             |
| 職官           | 固徳侯国相〔新〕→朔調連率副貳〔新〕 →上谷郡長史〔更始〕→偏将軍〔劉秀〕 →驃騎大将軍〔後漢〕 |
| 爵位・号等     | 奉義侯〔劉秀（後漢）〕→櫟陽侯〔後漢〕                                                      |
| 陣営・所属等   | 劉縯→劉秀（光武帝）                                                                        |
| 家族・一族     | 子：景尚                                                                                   |

若くして長安で学び、王莽の頃に固徳侯国の相、朔調連率の副貳（新制。漢制の上谷太守の次官の意）を歴任した。23年、更始帝が即位すると、連率の耿況（耿弇の父）とともに降り、上谷郡の長史となったが、耿況は景丹・耿弇・寇恂を劉秀に帰属させた。劉秀は景丹を偏将軍とし、奉義侯に封じた。精強な烏桓突騎を率いて王郎軍を撃ち、河北平定に功あった。
建武元年（25年）、劉秀の即位とともに驃騎大将軍を拝命した。建武2年（26年）、櫟陽侯に封ぜられる。呉漢・耿弇・朱祜・賈復・馮異・陳俊・王常・臧宮らとともに農民反乱集団の五校を河南に討ち、5万人を降す。
この頃、蘇況という者が弘農郡守を捕えていた。景丹は病を得ていたが、劉秀はその実績をもって郡守の職務を兼任させるべく景丹を夜中に召し、「賊が洛陽に迫っている。将軍の威厳をもってすれば寝たままで鎮圧できよう」と弘農に派遣した。景丹は敢えて辞せず、病を押して郡に着いたが十数日後に逝去した。

## 人柄・逸話

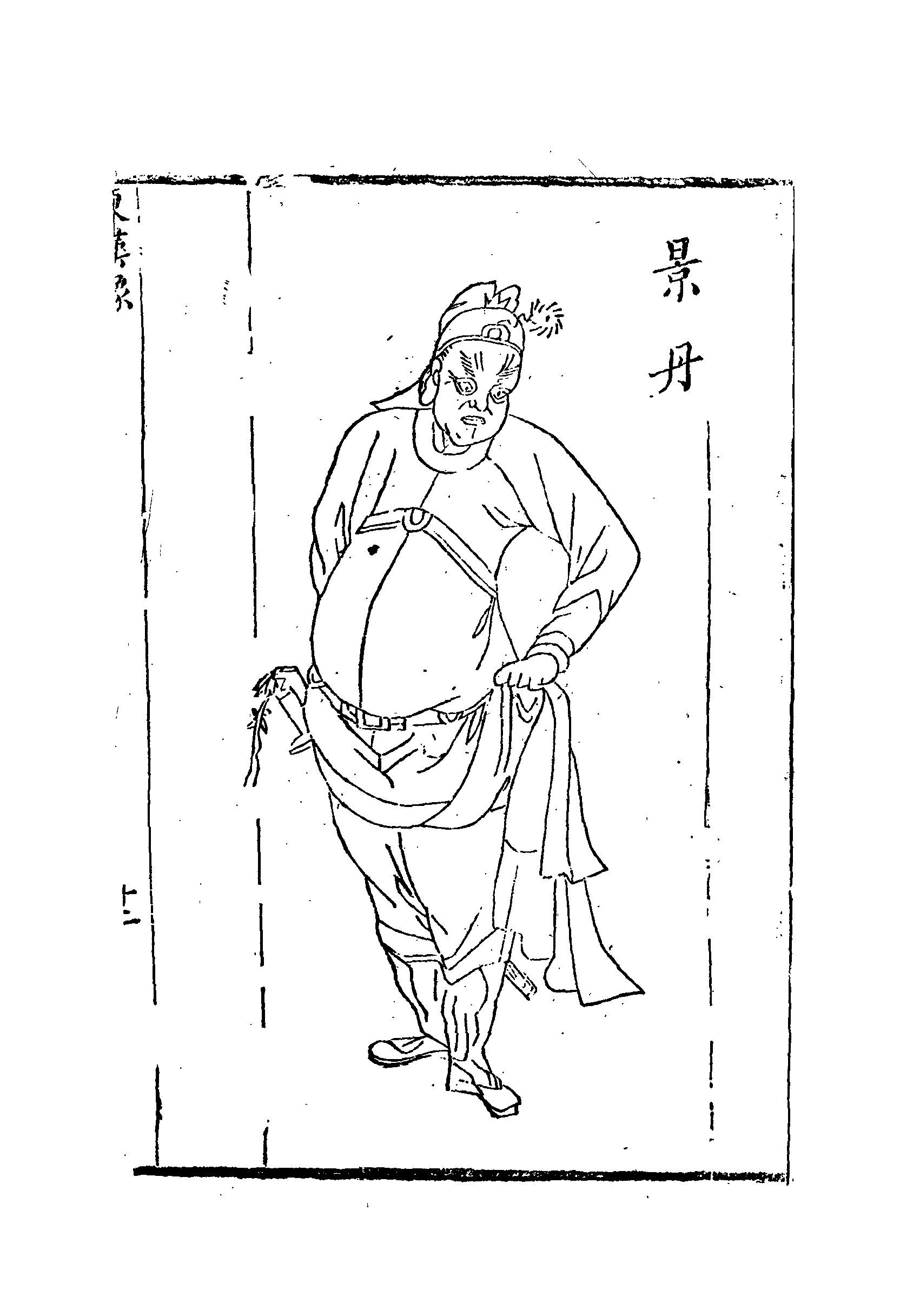
景丹

劉秀は即位時、讖文に基づいて平狄将軍・孫咸を大司馬の代行とした。群臣はこの人事に反対し、「呉漢か景丹が大司馬となるべきです」と主張した。劉秀は「景将軍は河北平定に功あった大将で、大司馬にふさわしい。しかし呉将軍は大策を建て、さらに苗曾・謝躬（いずれも更始帝の部将）を討った大功がある。旧制では驃騎将軍は大司馬を兼ねていたのだ」と言い、呉漢を大司馬、景丹を驃騎大将軍とした。